# Liste der Nummer-eins-Hits in Kroatien (2024)
Diese Liste der Nummer-eins-Hits basiert auf den offiziellen HRtop40 (Airplaycharts) und den Top lista prodaje (kroatische („domaće“) und ausländische („strano“) Alben) der Hrvatska diskografska udruga (HDU) im Jahr 2024.

## Singles
| ← 2023 ← | Liste der Nummer-eins-Hits in Kroatien | Liste der Nummer-eins-Hits in Kroatien | Liste der Nummer-eins-Hits in Kroatien                         | 2025 → |
| \| Zeitraum \| Wo. ges. \| Interpret \| Titel Autor(en) \| Zusätzliche Informationen \| \| (Zeitraum, Wochen auf Platz eins, Interpret, Titel, Autor[en], zusätzliche Informationen) \| \| \| \| \| \| ----------------------------------------------------------------------------------------- \| -------- \| -------------------------------- \| -------------------------------------------------------------- \| ----------------------------------------------------------------------------------------------------------------------- \| \| 1.–2. Woche 2 Wochen (insgesamt 7) \| 7 \| Parni Valjak feat. Igor Drvenkar \| Sad kad znaš Husein Hasanefendić \| – \| \| 3.–9. Woche 7 Wochen \| 7 \| Vatra \| Slatke suze, gorka ljubav Ivan Dečak \| – \| \| 10. Woche 1 Woche (insgesamt 11) \| 11 \| Baby Lasagna \| Rim tim tagi dim Marko Purišić \| Der kroatische Beitrag zum ESC 2024 erreicht nach seinem Sieg bei der Vorentscheidung Dora Platz eins der Charts. \| \| 11.–12. Woche 2 Wochen (insgesamt 3) \| 3 \| Oliver Dragojević \| Ne mogu ti reći Matko Šimac \| – \| \| 13. Woche 1 Woche \| 1 \| Igor Delač \| Bez tebe Ivan Zečić, Miroslav Zečić \| – \| \| 14. Woche 1 Woche (insgesamt 3) \| 3 \| Oliver Dragojević \| Ne mogu ti reći Matko Šimac \| – \| \| 15.–24. Woche 10 Wochen (insgesamt 11) \| 11 \| Baby Lasagna \| Rim tim tagi dim Marko Purišić \| Beim ESC war das Lied die Nummer 1 beim Publikum, bei den Länderjurys aber nur die Nummer 3, was am Ende Platz 2 ergab. \| \| 25.–27. Woche 3 Wochen \| 3 \| Igor Delač \| Svaki dan dobar dan Ivan Zečić, Miroslav Zečić \| – \| \| 28.–31. Woche 4 Wochen \| 4 \| Baby Lasagna \| And I Marko Purišić \| – \| \| 32.–36. Woche 5 Wochen \| 5 \| Oliver Dragojević \| Vrime je Marijan Ban, Tomislav Mrduljaš \| – \| \| 37.–39. Woche 3 Wochen \| 3 \| Baby Lasagna \| Biggie boom boom Marko Purišić, Mihael Žipovski \| – \| \| 40.–41. Woche 2 Wochen \| 2 \| Igor Delač \| Godine prolaze Ivan Zečić, Miroslav Zečić \| – \| \| 42.–45. Woche 4 Wochen \| 4 \| Nina Badrić \| Moji ljudi Nina Badrić \| – \| \| 46. Woche 1 Woche (insgesamt 12) \| 12 \| Hiljson Mandela feat. Miach \| Anđeo Ivan Tvrtko Kristijan Hilje, Mia Čičak, Mihovil Šoštarić \| – \| \| 47. Woche 1 Woche \| 1 \| Petar Grašo \| Šta bi ja bez tebe Tonči Huljić \| – \| \| 48. Woche 1 Woche \| 1 \| Parni Valjak \| Otkad te ne viđam često Husein Hasanefendić, Marijan Brkić \| – \| \| 49.–51. Woche 3 Wochen (insgesamt 12) \| 12 \| Hiljson Mandela feat. Miach \| Anđeo Ivan Tvrtko Kristijan Hilje, Mia Čičak, Mihovil Šoštarić \| – \| \| 52. Woche 1 Woche \| 1 \| Marko Tolja \| Na Božić doći ću Marko Tolja \| – \| \| 53. Woche 1 Woche \| 1 \| Noelle \| Sretan Božić ljubavi Ivan Zečić, Miroslav Zečić \| – \| |                                        |                                        |                                                                | |
| ← 2023 |                                        |                                        |                                                                | → 2025 → |
| Zeitraum | Wo. ges.                               | Interpret                              | Titel Autor(en)                                                | Zusätzliche Informationen                                                                                               |
| (Zeitraum, Wochen auf Platz eins, Interpret, Titel, Autor[en], zusätzliche Informationen) |                                        |                                        |                                                                | |
| 1.–2. Woche 2 Wochen (insgesamt 7) | 7                                      | Parni Valjak feat. Igor Drvenkar       | Sad kad znaš Husein Hasanefendić                               | – |
| 3.–9. Woche 7 Wochen | 7                                      | Vatra                                  | Slatke suze, gorka ljubav Ivan Dečak                           | – |
| 10. Woche 1 Woche (insgesamt 11) | 11                                     | Baby Lasagna                           | Rim tim tagi dim Marko Purišić                                 | Der kroatische Beitrag zum ESC 2024 erreicht nach seinem Sieg bei der Vorentscheidung Dora Platz eins der Charts.       |
| 11.–12. Woche 2 Wochen (insgesamt 3) | 3                                      | Oliver Dragojević                      | Ne mogu ti reći Matko Šimac                                    | – |
| 13. Woche 1 Woche | 1                                      | Igor Delač                             | Bez tebe Ivan Zečić, Miroslav Zečić                            | – |
| 14. Woche 1 Woche (insgesamt 3) | 3                                      | Oliver Dragojević                      | Ne mogu ti reći Matko Šimac                                    | – |
| 15.–24. Woche 10 Wochen (insgesamt 11) | 11                                     | Baby Lasagna                           | Rim tim tagi dim Marko Purišić                                 | Beim ESC war das Lied die Nummer 1 beim Publikum, bei den Länderjurys aber nur die Nummer 3, was am Ende Platz 2 ergab. |
| 25.–27. Woche 3 Wochen | 3                                      | Igor Delač                             | Svaki dan dobar dan Ivan Zečić, Miroslav Zečić                 | – |
| 28.–31. Woche 4 Wochen | 4                                      | Baby Lasagna                           | And I Marko Purišić                                            | – |
| 32.–36. Woche 5 Wochen | 5                                      | Oliver Dragojević                      | Vrime je Marijan Ban, Tomislav Mrduljaš                        | – |
| 37.–39. Woche 3 Wochen | 3                                      | Baby Lasagna                           | Biggie boom boom Marko Purišić, Mihael Žipovski                | – |
| 40.–41. Woche 2 Wochen | 2                                      | Igor Delač                             | Godine prolaze Ivan Zečić, Miroslav Zečić                      | – |
| 42.–45. Woche 4 Wochen | 4                                      | Nina Badrić                            | Moji ljudi Nina Badrić                                         | – |
| 46. Woche 1 Woche (insgesamt 12) | 12                                     | Hiljson Mandela feat. Miach            | Anđeo Ivan Tvrtko Kristijan Hilje, Mia Čičak, Mihovil Šoštarić | – |
| 47. Woche 1 Woche | 1                                      | Petar Grašo                            | Šta bi ja bez tebe Tonči Huljić                                | – |
| 48. Woche 1 Woche | 1                                      | Parni Valjak                           | Otkad te ne viđam često Husein Hasanefendić, Marijan Brkić     | – |
| 49.–51. Woche 3 Wochen (insgesamt 12) | 12                                     | Hiljson Mandela feat. Miach            | Anđeo Ivan Tvrtko Kristijan Hilje, Mia Čičak, Mihovil Šoštarić | – |
| 52. Woche 1 Woche | 1                                      | Marko Tolja                            | Na Božić doći ću Marko Tolja                                   | – |
| 53. Woche 1 Woche | 1                                      | Noelle                                 | Sretan Božić ljubavi Ivan Zečić, Miroslav Zečić                | – |

## Alben
| ← 2023 ← | Liste der Nummer-eins-Hits in Kroatien (Lista prodaje domaće (einheimische Alben)) | Liste der Nummer-eins-Hits in Kroatien (Lista prodaje domaće (einheimische Alben)) | Liste der Nummer-eins-Hits in Kroatien (Lista prodaje domaće (einheimische Alben)) | 2025 → |
| \| Zeitraum \| Wo. ges. \| Interpret \| Titel \| Zusätzliche Informationen \| \| (Zeitraum, Wochen auf Platz eins, Interpret, Titel, zusätzliche Informationen) \| \| \| \| \| \| ------------------------------------------------------------------------------ \| -------- \| ----------------------------------- \| ------------------------------------------------ \| --------------------------------------------------------------------------------------------------------------------------------------------------------------------------------- \| \| 52. Woche 2023 – 1. Woche 2024 2 Wochen (insgesamt 3) \| 3 \| Vještice \| Totalno drukčiji od drugih \| – \| \| 2. Woche 1 Woche \| 1 \| Oliver Dragojević \| Tišina mora \| – \| \| 3. Woche 1 Woche \| 1 \| Marko Kutlić \| Poleti ptico \| – \| \| 4. Woche 1 Woche \| 1 \| Mia Dimšić \| Monologue \| – \| \| 5. Woche 1 Woche (insgesamt 3) \| 3 \| Vještice \| Totalno drukčiji od drugih \| – \| \| 6. Woche 1 Woche \| 1 \| Zdravko Čolić \| 25 Greatest Hits \| – \| \| 7.–9. Woche 3 Wochen \| 3 \| Mladen Grdović \| Za šaku ljubavi \| – \| \| 10. Woche 1 Woche \| 1 \| Vlatko Stefanovski & Miroslav Tadić \| Treta Majka \| – \| \| 11. Woche 1 Woche \| 1 \| Mladen Grdović \| Za šaku ljubavi \| – \| \| 12.–16. Woche 5 Wochen (insgesamt 7) \| 7 \| Indexi \| Indexi \| – \| \| 17. Woche 1 Woche \| 1 \| Elena Brnić \| San \| – \| \| 18.–19. Woche 2 Wochen (insgesamt 7) \| 7 \| Indexi \| Indexi \| – \| \| 20. Woche 1 Woche \| 1 \| Tomislav Ivčić \| 25 Greatest Hits \| – \| \| 21. Woche 1 Woche \| 1 \| Boris Štok \| Minimalizam \| – \| \| 22.–23. Woche 2 Wochen \| 2 \| Hali Gali Halid \| Vo-zdra \| – \| \| 24.–25. Woche 2 Wochen \| 2 \| (Verschiedene Interpreten) \| CMC Festival Vodice 2024 \| – \| \| 26. Woche 1 Woche \| 1 \| Crvena Jabuke \| Mirišu jabuke \| – \| \| 27. Woche 1 Woche \| 1 \| Nula \| Album \| Die Punkband aus Šibenik hatte Mitte der 1990er ihre größte Zeit und kehrt 30 Jahre später mit einer Mischung aus alten und neuen Songs zurück.[1] \| \| 28. Woche 1 Woche \| 1 \| Vigor \| Okus ljubavi \| – \| \| 29.–32. Woche 4 Wochen (insgesamt 7) \| 7 \| Bijelo Dugme \| Bitanga i princeza \| – \| \| 33.–35. Woche 3 Wochen (insgesamt 11) \| 11 \| Azra \| Ravno do dna \| Das erste Livealbum der Zagreber Rockband aus dem Jahr 1982 hatte als Neuabmischung 2022 bereits einen Spitzenerfolg, die Vinyl-Ausgabe bringt ihm weitere Nummer-eins-Wochen.[2] \| \| 36.–38. Woche 3 Wochen (insgesamt 7) \| 7 \| Bijelo Dugme \| Bitanga i princeza \| – \| \| 39.–42. Woche 4 Wochen (insgesamt 11) \| 11 \| Azra \| Ravno do dna \| – \| \| 43. Woche 1 Woche (insgesamt 3) \| 3 \| Gibonni \| Judi, zviri i beštimje \| – \| \| 44. Woche 1 Woche \| 1 \| Bajaga i Instruktori \| Live at Tvornica, 40 godina Pozitivne geografije \| – \| \| 45.–46. Woche 2 Wochen (insgesamt 3) \| 3 \| Gibonni \| Judi, zviri i beštimje \| – \| \| 47. Woche 1 Woche \| 1 \| Massimo \| Evergreen vještina \| – \| \| 48.–50. Woche 3 Wochen \| 3 \| Thompson \| Dugopolje (live 2024) \| – \| \| 51. Woche 1 Woche \| 1 \| Dalmatino \| Cukar i sol \| – \| \| 52.–53. Woche 2 Wochen (insgesamt 3) \| 3 \| (Verschiedene Interpreten) \| Dnevnik velikog Perice \| – \| |                                                                                    |                                                                                    |                                                                                    | |
| ← 2023 |                                                                                    |                                                                                    |                                                                                    | → 2025 → |
| Zeitraum | Wo. ges.                                                                           | Interpret                                                                          | Titel                                                                              | Zusätzliche Informationen |
| (Zeitraum, Wochen auf Platz eins, Interpret, Titel, zusätzliche Informationen) |                                                                                    |                                                                                    |                                                                                    | |
| 52. Woche 2023 – 1. Woche 2024 2 Wochen (insgesamt 3) | 3                                                                                  | Vještice                                                                           | Totalno drukčiji od drugih                                                         | – |
| 2. Woche 1 Woche | 1                                                                                  | Oliver Dragojević                                                                  | Tišina mora                                                                        | – |
| 3. Woche 1 Woche | 1                                                                                  | Marko Kutlić                                                                       | Poleti ptico                                                                       | – |
| 4. Woche 1 Woche | 1                                                                                  | Mia Dimšić                                                                         | Monologue                                                                          | – |
| 5. Woche 1 Woche (insgesamt 3) | 3                                                                                  | Vještice                                                                           | Totalno drukčiji od drugih                                                         | – |
| 6. Woche 1 Woche | 1                                                                                  | Zdravko Čolić                                                                      | 25 Greatest Hits                                                                   | – |
| 7.–9. Woche 3 Wochen | 3                                                                                  | Mladen Grdović                                                                     | Za šaku ljubavi                                                                    | – |
| 10. Woche 1 Woche | 1                                                                                  | Vlatko Stefanovski & Miroslav Tadić                                                | Treta Majka                                                                        | – |
| 11. Woche 1 Woche | 1                                                                                  | Mladen Grdović                                                                     | Za šaku ljubavi                                                                    | – |
| 12.–16. Woche 5 Wochen (insgesamt 7) | 7                                                                                  | Indexi                                                                             | Indexi                                                                             | – |
| 17. Woche 1 Woche | 1                                                                                  | Elena Brnić                                                                        | San                                                                                | – |
| 18.–19. Woche 2 Wochen (insgesamt 7) | 7                                                                                  | Indexi                                                                             | Indexi                                                                             | – |
| 20. Woche 1 Woche | 1                                                                                  | Tomislav Ivčić                                                                     | 25 Greatest Hits                                                                   | – |
| 21. Woche 1 Woche | 1                                                                                  | Boris Štok                                                                         | Minimalizam                                                                        | – |
| 22.–23. Woche 2 Wochen | 2                                                                                  | Hali Gali Halid                                                                    | Vo-zdra                                                                            | – |
| 24.–25. Woche 2 Wochen | 2                                                                                  | (Verschiedene Interpreten)                                                         | CMC Festival Vodice 2024                                                           | – |
| 26. Woche 1 Woche | 1                                                                                  | Crvena Jabuke                                                                      | Mirišu jabuke                                                                      | – |
| 27. Woche 1 Woche | 1                                                                                  | Nula                                                                               | Album                                                                              | Die Punkband aus Šibenik hatte Mitte der 1990er ihre größte Zeit und kehrt 30 Jahre später mit einer Mischung aus alten und neuen Songs zurück.                                |
| 28. Woche 1 Woche | 1                                                                                  | Vigor                                                                              | Okus ljubavi                                                                       | – |
| 29.–32. Woche 4 Wochen (insgesamt 7) | 7                                                                                  | Bijelo Dugme                                                                       | Bitanga i princeza                                                                 | – |
| 33.–35. Woche 3 Wochen (insgesamt 11) | 11                                                                                 | Azra                                                                               | Ravno do dna                                                                       | Das erste Livealbum der Zagreber Rockband aus dem Jahr 1982 hatte als Neuabmischung 2022 bereits einen Spitzenerfolg, die Vinyl-Ausgabe bringt ihm weitere Nummer-eins-Wochen. |
| 36.–38. Woche 3 Wochen (insgesamt 7) | 7                                                                                  | Bijelo Dugme                                                                       | Bitanga i princeza                                                                 | – |
| 39.–42. Woche 4 Wochen (insgesamt 11) | 11                                                                                 | Azra                                                                               | Ravno do dna                                                                       | – |
| 43. Woche 1 Woche (insgesamt 3) | 3                                                                                  | Gibonni                                                                            | Judi, zviri i beštimje                                                             | – |
| 44. Woche 1 Woche | 1                                                                                  | Bajaga i Instruktori                                                               | Live at Tvornica, 40 godina Pozitivne geografije                                   | – |
| 45.–46. Woche 2 Wochen (insgesamt 3) | 3                                                                                  | Gibonni                                                                            | Judi, zviri i beštimje                                                             | – |
| 47. Woche 1 Woche | 1                                                                                  | Massimo                                                                            | Evergreen vještina                                                                 | – |
| 48.–50. Woche 3 Wochen | 3                                                                                  | Thompson                                                                           | Dugopolje (live 2024)                                                              | – |
| 51. Woche 1 Woche | 1                                                                                  | Dalmatino                                                                          | Cukar i sol                                                                        | – |
| 52.–53. Woche 2 Wochen (insgesamt 3) | 3                                                                                  | (Verschiedene Interpreten)                                                         | Dnevnik velikog Perice                                                             | – |

| ← 2023 ← | Liste der Nummer-eins-Hits in Kroatien (Lista prodaje strano (ausländische Alben)) | Liste der Nummer-eins-Hits in Kroatien (Lista prodaje strano (ausländische Alben)) | Liste der Nummer-eins-Hits in Kroatien (Lista prodaje strano (ausländische Alben)) | 2025 →                    |
| \| Zeitraum \| Wo. ges. \| Interpret \| Titel \| Zusätzliche Informationen \| \| (Zeitraum, Wochen auf Platz eins, Interpret, Titel, zusätzliche Informationen) \| \| \| \| \| \| ------------------------------------------------------------------------------ \| -------- \| --------------------------- \| ------------------------------- \| ------------------------- \| \| 1. Woche 1 Woche (insgesamt 3) \| 3 \| Taylor Swift \| 1989 (Taylor’s Version) \| – \| \| 2. Woche 1 Woche (insgesamt 9) \| 9 \| Kud Idijoti \| Glupost je neuništiva \| – \| \| 3. Woche 1 Woche (insgesamt 5) \| 5 \| The Rolling Stones \| Hackney Diamonds \| – \| \| 4. Woche 1 Woche \| 1 \| Nmixx \| Fe3O4: Break \| – \| \| 5. Woche 1 Woche \| 1 \| Jelusick \| Follow the Blind Man \| – \| \| 6. Woche 1 Woche \| 1 \| Green Day \| Saviors \| – \| \| 7. Woche 1 Woche \| 1 \| Metallica \| … And Justice for All \| – \| \| 8. Woche 1 Woche (insgesamt 2) \| 2 \| Buč Kesidi \| Euforija \| – \| \| 9. Woche 1 Woche \| 1 \| Stray Kids \| Rock-Star \| – \| \| 10. Woche 1 Woche \| 1 \| Madonna \| Celebration \| – \| \| 11. Woche 1 Woche (insgesamt 2) \| 2 \| Buč Kesidi \| Euforija \| – \| \| 12.–13. Woche 2 Wochen \| 2 \| Judas Priest \| Invincible Shield \| – \| \| 14. Woche 1 Woche \| 1 \| Ariana Grande \| Eternal Sunshine \| – \| \| 15. Woche 1 Woche \| 1 \| Tomorrow X Together \| Minisode 3: Tomorrow \| – \| \| 16. Woche 1 Woche \| 1 \| Mark Knopfler \| One Deep River \| – \| \| 17.–18. Woche 2 Wochen \| 2 \| Taylor Swift \| The Tortured Poets Department \| – \| \| 19.–26. Woche 8 Wochen \| 8 \| Dua Lipa \| Radical Optimism \| – \| \| 27. Woche 1 Woche \| 1 \| Charli XCX \| Brat \| – \| \| 28. Woche 1 Woche \| 1 \| Mizar \| Mizar \| – \| \| 29.–30. Woche 2 Wochen (insgesamt 3) \| 3 \| Charli XCX \| Brat \| – \| \| 31. Woche 1 Woche \| 1 \| Talking Heads \| Stop Making Sense \| – \| \| 32.–34. Woche 3 Wochen (insgesamt 4) \| 4 \| Stray Kids \| Ate \| – \| \| 35. Woche 1 Woche (insgesamt 3) \| 3 \| Charli XCX \| Brat \| – \| \| 36. Woche 1 Woche (insgesamt 9) \| 9 \| Kud Idijoti \| Glupost je neuništiva \| – \| \| 37. Woche 1 Woche (insgesamt 5) \| 5 \| Nick Cave and the Bad Seeds \| Wild God \| – \| \| 38.–39. Woche 2 Wochen \| 2 \| David Gilmour \| Luck and Strange \| – \| \| 40. Woche 1 Woche (insgesamt 5) \| 5 \| Nick Cave and the Bad Seeds \| Wild God \| – \| \| 41. Woche 1 Woche \| 1 \| Coldplay \| Moon Music \| – \| \| 42. Woche 1 Woche (insgesamt 2) \| 2 \| The Smile \| Cutouts \| – \| \| 43.–44. Woche 2 Wochen (insgesamt 5) \| 5 \| Nick Cave and the Bad Seeds \| Wild God \| – \| \| 45. Woche 1 Woche (insgesamt 2) \| 2 \| The Smile \| Cutouts \| – \| \| 46. Woche 1 Woche (insgesamt 5) \| 5 \| Nick Cave and the Bad Seeds \| Wild God \| – \| \| 47. Woche 1 Woche (insgesamt 4) \| 4 \| Stray Kids \| Ate \| – \| \| 48.–52. Woche 5 Wochen (insgesamt 7) \| 7 \| Linkin Park \| From Zero \| – \| \| 53. Woche 1 Woche \| 1 \| Dua Lipa \| Live from the Royal Albert Hall \| – \| |                                                                                    |                                                                                    |                                                                                    |                           |
| ← 2023 |                                                                                    |                                                                                    |                                                                                    | → 2025 →                  |
| Zeitraum | Wo. ges.                                                                           | Interpret                                                                          | Titel                                                                              | Zusätzliche Informationen |
| (Zeitraum, Wochen auf Platz eins, Interpret, Titel, zusätzliche Informationen) |                                                                                    |                                                                                    |                                                                                    |                           |
| 1. Woche 1 Woche (insgesamt 3) | 3                                                                                  | Taylor Swift                                                                       | 1989 (Taylor’s Version)                                                            | –                         |
| 2. Woche 1 Woche (insgesamt 9) | 9                                                                                  | Kud Idijoti                                                                        | Glupost je neuništiva                                                              | –                         |
| 3. Woche 1 Woche (insgesamt 5) | 5                                                                                  | The Rolling Stones                                                                 | Hackney Diamonds                                                                   | –                         |
| 4. Woche 1 Woche | 1                                                                                  | Nmixx                                                                              | Fe3O4: Break                                                                       | –                         |
| 5. Woche 1 Woche | 1                                                                                  | Jelusick                                                                           | Follow the Blind Man                                                               | –                         |
| 6. Woche 1 Woche | 1                                                                                  | Green Day                                                                          | Saviors                                                                            | –                         |
| 7. Woche 1 Woche | 1                                                                                  | Metallica                                                                          | … And Justice for All                                                              | –                         |
| 8. Woche 1 Woche (insgesamt 2) | 2                                                                                  | Buč Kesidi                                                                         | Euforija                                                                           | –                         |
| 9. Woche 1 Woche | 1                                                                                  | Stray Kids                                                                         | Rock-Star                                                                          | –                         |
| 10. Woche 1 Woche | 1                                                                                  | Madonna                                                                            | Celebration                                                                        | –                         |
| 11. Woche 1 Woche (insgesamt 2) | 2                                                                                  | Buč Kesidi                                                                         | Euforija                                                                           | –                         |
| 12.–13. Woche 2 Wochen | 2                                                                                  | Judas Priest                                                                       | Invincible Shield                                                                  | –                         |
| 14. Woche 1 Woche | 1                                                                                  | Ariana Grande                                                                      | Eternal Sunshine                                                                   | –                         |
| 15. Woche 1 Woche | 1                                                                                  | Tomorrow X Together                                                                | Minisode 3: Tomorrow                                                               | –                         |
| 16. Woche 1 Woche | 1                                                                                  | Mark Knopfler                                                                      | One Deep River                                                                     | –                         |
| 17.–18. Woche 2 Wochen | 2                                                                                  | Taylor Swift                                                                       | The Tortured Poets Department                                                      | –                         |
| 19.–26. Woche 8 Wochen | 8                                                                                  | Dua Lipa                                                                           | Radical Optimism                                                                   | –                         |
| 27. Woche 1 Woche | 1                                                                                  | Charli XCX                                                                         | Brat                                                                               | –                         |
| 28. Woche 1 Woche | 1                                                                                  | Mizar                                                                              | Mizar                                                                              | –                         |
| 29.–30. Woche 2 Wochen (insgesamt 3) | 3                                                                                  | Charli XCX                                                                         | Brat                                                                               | –                         |
| 31. Woche 1 Woche | 1                                                                                  | Talking Heads                                                                      | Stop Making Sense                                                                  | –                         |
| 32.–34. Woche 3 Wochen (insgesamt 4) | 4                                                                                  | Stray Kids                                                                         | Ate                                                                                | –                         |
| 35. Woche 1 Woche (insgesamt 3) | 3                                                                                  | Charli XCX                                                                         | Brat                                                                               | –                         |
| 36. Woche 1 Woche (insgesamt 9) | 9                                                                                  | Kud Idijoti                                                                        | Glupost je neuništiva                                                              | –                         |
| 37. Woche 1 Woche (insgesamt 5) | 5                                                                                  | Nick Cave and the Bad Seeds                                                        | Wild God                                                                           | –                         |
| 38.–39. Woche 2 Wochen | 2                                                                                  | David Gilmour                                                                      | Luck and Strange                                                                   | –                         |
| 40. Woche 1 Woche (insgesamt 5) | 5                                                                                  | Nick Cave and the Bad Seeds                                                        | Wild God                                                                           | –                         |
| 41. Woche 1 Woche | 1                                                                                  | Coldplay                                                                           | Moon Music                                                                         | –                         |
| 42. Woche 1 Woche (insgesamt 2) | 2                                                                                  | The Smile                                                                          | Cutouts                                                                            | –                         |
| 43.–44. Woche 2 Wochen (insgesamt 5) | 5                                                                                  | Nick Cave and the Bad Seeds                                                        | Wild God                                                                           | –                         |
| 45. Woche 1 Woche (insgesamt 2) | 2                                                                                  | The Smile                                                                          | Cutouts                                                                            | –                         |
| 46. Woche 1 Woche (insgesamt 5) | 5                                                                                  | Nick Cave and the Bad Seeds                                                        | Wild God                                                                           | –                         |
| 47. Woche 1 Woche (insgesamt 4) | 4                                                                                  | Stray Kids                                                                         | Ate                                                                                | –                         |
| 48.–52. Woche 5 Wochen (insgesamt 7) | 7                                                                                  | Linkin Park                                                                        | From Zero                                                                          | –                         |
| 53. Woche 1 Woche | 1                                                                                  | Dua Lipa                                                                           | Live from the Royal Albert Hall                                                    | –                         |